# Mary Anne Talbot
Mary Anne Talbot fue una pirata inglesa nacida en 1778 y fallecida en 1808 a la edad de 30 años. Se inició en la piratería haciéndose a la mar a la edad de 14 años, en 1792. Para lograr dicho cometido se hizo pasar por un hombre adoptando el nombre John Taylor.

## Biografía

### El inicio de su vida naval
Inicialmente trabajó como ayudante oficial británico en un embarcamiento con destino a las Antillas, ahí nadie descubrió que en realidad se trataba de una mujer. Posteriormente el regimiento fue trasladado a Flandes, ahí Mary Anne se alistó bajo las órdenes de otro oficial, aún manteniendo su verdadera identidad en secreto; sin embargo, él descubrió que en realidad  era una mujer y la retuvo en contra de su voluntad. 

### Atrapada con los corsarios franceses
A raíz de este suceso Mary Anne escapó al anochecer del regimiento y, nuevamente fingiendo ser hombre, se hizo pasar por un marinero y se unió a la tripulación de un buque francés. En esta embarcación, que resultó ser en realidad un navío corsario dedicado a saquear frecuentemente barcos ingleses, Mary Anne recibió muchas golpizas debido a que se negaba a dañar a su propia gente, los ingleses.

### El Queen Charlotte
Cierto día, el corsario francés en el que estaba Mary Anne fue emboscado y capturado por el buque de guerra inglés Queen Charlotte. Fue entonces cuando Mary Anne solicitó poder hablar con el almirante y ya habiendo obtenido esa oportunidad le mintió diciendo ser un chico británico; en lo que sí dijo la verdad fue al explicarle que se había enrolado en el corsario francés sin saber que tendría que herir a sus compatriotas. 
El almirante le creyó por lo que envió a Mary Anne - o más bien, a su falsa identidad- al Brunswick en donde fue ascendida a grumete principal. Lamentablemente fue herida en batalla por una metralla, la cual era una clase de munición que descargaba balas de cañón fabricadas con hierro fundido, plomo u otros metales. La munición impactó en el hueso de su pierna cercano al tobillo, rompiéndolo, y se le incrustó en el muslo; sus heridas fueron tratadas en el navío y habiendo llegado a tierra firme, a pesar de eso su identidad verdadera no fue secreta. Existen rumores de que, debido a las condiciones de batalla en las que se encontraban, no les importó a los médicos el que se tratase de una chica. 

### Retiro y muerte de Mary Anne Talbot
Finalmente se retiró de la vida en el mar y vivió de la pensión que le concedieron pero no dejó de trabajar, se dedicó al teatro donde representó papeles tanto masculinos como femeninos hasta su muerte el 4 de febrero de 1808.

## Curiosidades
- La única ocasión en la Mary Anne reveló su identidad femenina, de manera adrede y harta de la lucha, fue cuando iban a obligarla a servir en un destacamento de enganche en el Impress Service, una organización británica dedicada a reclutar hombres de 18 a 55 años que servirían a bordo de los buques de guerra del rey.
- El primero en escribir sobre Mary Anne Talbot fue ella misma pero bajo su identidad de John Taylor, publicando su autobiografía en 1804. La tituló The Intrepid Female, or surprising life and adventures of Mary-Anne Talbot, otherwise John Taylor.[2]